# Khỉ đột
Khỉ đột (danh pháp khoa học: Gorilla) là một chi thuộc họ người, bộ linh trưởng, động vật ăn cỏ sống trong rừng rậm châu Phi, là giống lớn nhất trong bộ Linh trưởng còn tồn tại. Khỉ đột được chia thành hai loài (có thể có 4 đến 5 phân loài nữa). DNA của khỉ đột giống của con người 98%-99%. Chúng có họ hàng rất gần gũi với con người chỉ sau 2 loài tinh tinh. Loài linh trưởng này có thân hình đồ sộ. Khỉ đột cao từ 1,7–2 m khi đứng thẳng và nặng từ 180–200 kg. Loài vật này thường đi bằng bốn chân dù chúng có thể đứng bằng hai chân. Gorilla sống ở những khu rừng nhiệt đới và cận nhiệt đới của châu Phi.

## Phân loại
Họ hàng gần nhất của khỉ đột là hai loài tinh tinh và con người, tất cả các loài thuộc họ Người đã tách ra từ một tổ tiên chung khoảng 7 triệu năm trước. Chuỗi gen con người chỉ khác biệt trung bình 1.6% so với chuỗi gen tương ứng của khỉ đột. Cho đến gần đây, khỉ đột được coi là một loài duy nhất, với ba phân loài: khỉ đột đồng bằng phía tây, khỉ đột đồng bằng phía đông và khỉ đột núi. Hiện nay có hai loài khỉ đột với mỗi loài hai phân loài. Các loài và phân loài khác nhau phát triển từ một loài khỉ đột duy nhất vào kỷ băng hà.
Các nhà linh trưởng học đang tiếp tục nghiên cứu mối quan hệ giữa các quần thể khỉ đột khác nhau. Các loài và phân loài dưới đây được hầu hết các nhà khoa học đồng ý.
|  | \| \| người (chi Homo) \| \| \| \| \| \| tinh tinh (chi Pan) \| \| \| \| |
|  |                                                                          |
|  | khỉ đột (chi Gorilla)                                                    |
|  |                                                                          |
|  | người (chi Homo)                                                         |
|  |                                                                          |
|  | tinh tinh (chi Pan)                                                      |
|  |                                                                          |

|  | người (chi Homo)    |
|  |                     |
|  | tinh tinh (chi Pan) |
|  |                     |

|  | \| \| người (chi Homo) \| \| \| \| \| \| tinh tinh (chi Pan) \| \| \| \| |
|  |                                                                          |
|  | khỉ đột (chi Gorilla)                                                    |
|  |                                                                          |
|  | người (chi Homo)                                                         |
|  |                                                                          |
|  | tinh tinh (chi Pan)                                                      |
|  |                                                                          |

|  | người (chi Homo)    |
|  |                     |
|  | tinh tinh (chi Pan) |
|  |                     |

|  | \| \| người (chi Homo) \| \| \| \| \| \| tinh tinh (chi Pan) \| \| \| \| |
|  |                                                                          |
|  | khỉ đột (chi Gorilla)                                                    |
|  |                                                                          |
|  | người (chi Homo)                                                         |
|  |                                                                          |
|  | tinh tinh (chi Pan)                                                      |
|  |                                                                          |

|  | người (chi Homo)    |
|  |                     |
|  | tinh tinh (chi Pan) |
|  |                     |

|  | \| \| người (chi Homo) \| \| \| \| \| \| tinh tinh (chi Pan) \| \| \| \| |
|  |                                                                          |
|  | khỉ đột (chi Gorilla)                                                    |
|  |                                                                          |
|  | người (chi Homo)                                                         |
|  |                                                                          |
|  | tinh tinh (chi Pan)                                                      |
|  |                                                                          |

|  | người (chi Homo)    |
|  |                     |
|  | tinh tinh (chi Pan) |
|  |                     |

|  | \| \| người (chi Homo) \| \| \| \| \| \| tinh tinh (chi Pan) \| \| \| \| |
|  |                                                                          |
|  | khỉ đột (chi Gorilla)                                                    |
|  |                                                                          |
|  | người (chi Homo)                                                         |
|  |                                                                          |
|  | tinh tinh (chi Pan)                                                      |
|  |                                                                          |

|  | người (chi Homo)    |
|  |                     |
|  | tinh tinh (chi Pan) |
|  |                     |

|  | \| \| người (chi Homo) \| \| \| \| \| \| tinh tinh (chi Pan) \| \| \| \| |
|  |                                                                          |
|  | khỉ đột (chi Gorilla)                                                    |
|  |                                                                          |
|  | người (chi Homo)                                                         |
|  |                                                                          |
|  | tinh tinh (chi Pan)                                                      |
|  |                                                                          |

|  | người (chi Homo)    |
|  |                     |
|  | tinh tinh (chi Pan) |
|  |                     |

|  | \| \| người (chi Homo) \| \| \| \| \| \| tinh tinh (chi Pan) \| \| \| \| |
|  |                                                                          |
|  | khỉ đột (chi Gorilla)                                                    |
|  |                                                                          |
|  | người (chi Homo)                                                         |
|  |                                                                          |
|  | tinh tinh (chi Pan)                                                      |
|  |                                                                          |

|  | người (chi Homo)    |
|  |                     |
|  | tinh tinh (chi Pan) |
|  |                     |

|  | \| \| người (chi Homo) \| \| \| \| \| \| tinh tinh (chi Pan) \| \| \| \| |
|  |                                                                          |
|  | khỉ đột (chi Gorilla)                                                    |
|  |                                                                          |
|  | người (chi Homo)                                                         |
|  |                                                                          |
|  | tinh tinh (chi Pan)                                                      |
|  |                                                                          |

|  | người (chi Homo)    |
|  |                     |
|  | tinh tinh (chi Pan) |
|  |                     |

Gorilla beringei đôi khi được cho là có phân loài thứ ba, không được đặt danh pháp ba phần, chúng là những cá thể khỉ đột núi ở Bwindi, đôi khi được gọi là khỉ đột Bwindi.
Một vài đặc điểm để phân biệt khỉ đột gồm kích thước, màu lông, chiều dài, tính xã hội và độ rộng mặt. Hiện nay, hơn 100,000 cá thể khỉ đột đồng bằng phía tây được cho là tồn tại trong thiên nhiên, với 4,000 trong vườn thú; Khỉ đột đồng bằng phía đông với 4,000 trong thiên nhiên, 24 trong vườn thú. Khỉ đột núi có khả năng tuyệt chủng cao nhất, ước tính khoảng 620 cá thể còn lại trong thiên nhiên và không có trong các vườn thú.

## Đặc điểm

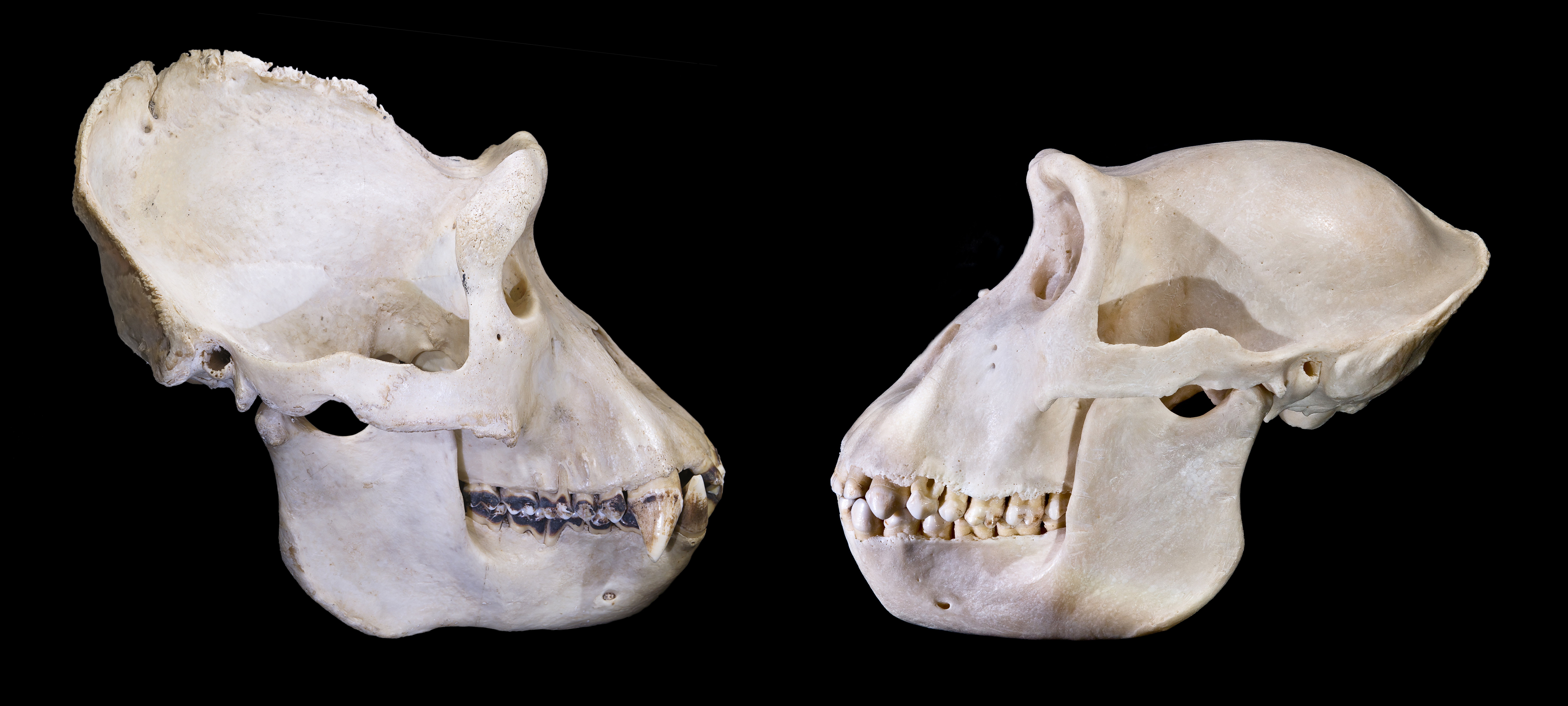
Lưỡng hình giới tính của hộp sọ

Gorilla thường sống dưới mặt đất, đi bằng bốn chân và chỉ đi bằng hai chân khi chuẩn bị đánh nhau. Về đêm, chúng có thể ngủ trên cây. Gorilla dù có thân hình to lớn nhưng có thể leo cây khá tốt.

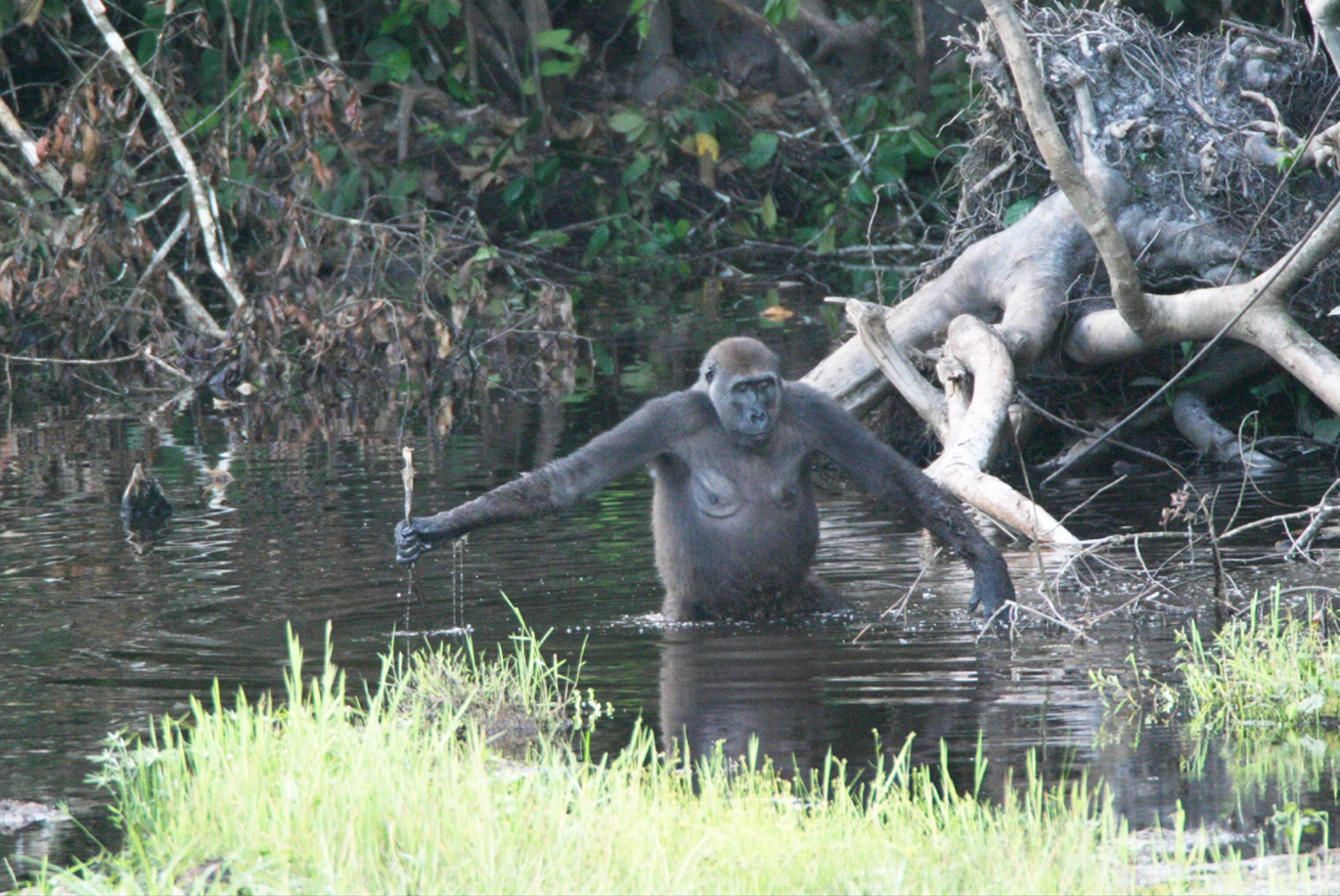
Một con khỉ đột đang sử dụng công cụ lao động

Khỉ đột di chuyển bằng đốt ngón tay, mặc dù đôi khi chúng có thể đứng thẳng khi mang theo thức ăn hay trong tình trạng phòng ngự. Khỉ đột trưởng thành hoang dã nặng 135 đến 180 kg (298 đến 397 lb) trong khi con cái thường chỉ nặng bằng nửa con đực 68–113 kg (150–249 lb). Con đực trưởng thành cao 1,7 đến 1,8 m (5,6 đến 5,9 ft), với sải tay 2,3 đến 2,6 m (7,5 đến 8,5 ft). Con cái có sải tay ngắn hơn. Khỉ đột đực trưởng thành được biết đến như "lưng bạc" do vùng lông màu bạc trên lưng của nó. Đôi khi, một con lưng bạc lớn hơn 1,8 mét (5 ft 11 in) và 230 kg (510 lb) được ghi nhận trong hoang dã. Những con khỉ đột béo phì trong tình trạng nuôi nhốt 270 kg (600 lb).

## Phân bố và môi trường sống
Khỉ đột sống ở những khu rừng nhiệt đới và cận nhiệt đới của châu Phi. Hai loài khỉ đột hiện nay là Khỉ đột núi rất quý hiếm sống trong rừng trên núi Albertine Rift cao 2225 đến 4267 m, thuộc dãy Virunga phía đông châu Phi. Loài thứ 2 là Khỉ đột đồng bằng sống tại những khu rừng rậm rạp, đầm lầy và các vùng ngập nước xấp xỉ mực nước biển.

## Thức ăn
Thức ăn chủ yếu của chúng là các loại thực vật như cây mọng nước, chồi non,... Gorilla thường sống trong rừng rậm, nơi có nhiều cây cối và đó là nguồn thực phẩm quan trọng của chúng. Tuy có thân hình to lớn và dữ tợn nhưng thực tế các con khỉ gorilla chủ yếu lại ăn thực vật và ít khi gây hại cho những con thú khác.

## Hành vi

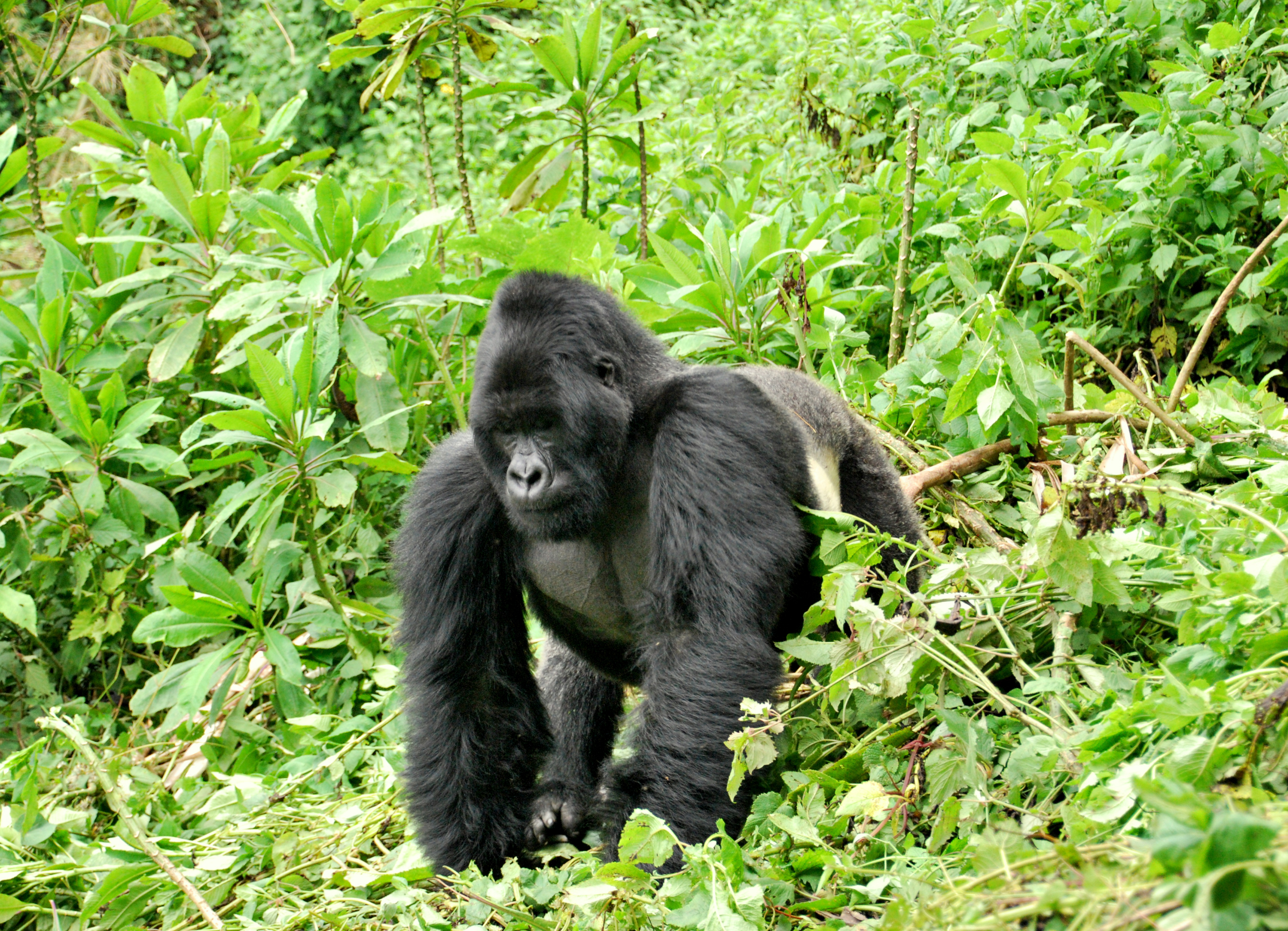
Một con khỉ đột lưng bạc

Khỉ đột sống theo đàn dưới sự chỉ huy của một con đực to khỏe nhất. Nhiệm vụ của con đực là lãnh đạo và bảo vệ cả đàn khỏi bị thú dữ tấn công. Kẻ thù nguy hiểm nhất của khỉ đột là loài báo hoa mai rất hung dữ. Khi bị đe dọa, con đực sẽ đứng thẳng người và dùng 2 tay đấm thình thịch vào bụng để cảnh báo trước khi chiến đấu. Khỉ đột được biết đến như một dã thú đầy sức mạnh với ngoại hình to lớn, khỏe hơn nhiều so với người, đôi tay mạnh mẽ, và thông minh và một cú đấm của khỉ đột có thể khiến mọi vật đối diện phải biến dạng. Dù có thân hình to lớn đồ sộ, Gorilla có tốc độ chạy ở mức trung bình, khoảng 40 km/h.

## Tình trạng bảo tồn
Tất cả các loài (và các loài phụ) của khỉ đột được liệt kê là cực kỳ nguy cấp trong Danh sách đỏ của IUCN.Bây giờ, hơn 100.000 con khỉ đột vùng thấp phía tây được cho là tồn tại trong tự nhiên, với 4.000 trong các sở thú; khỉ đột vùng thấp phía đông có dân số dưới 5.000 trong tự nhiên và 24 ở các sở thú. Khỉ đột núi là loài có nguy cơ tuyệt chủng cao nhất, với dân số ước tính khoảng 880 con còn lại trong tự nhiên và không có loài nào trong vườn thú. [2] [70] Các mối đe dọa đối với sự sống sót của khỉ đột bao gồm phá hủy môi trường sống và săn trộm để buôn bán thịt rừng. Năm 2004, một quần thể vài trăm con khỉ đột ở Công viên Quốc gia Odzala, Cộng hòa Congo về cơ bản đã bị virus Ebola xóa sổ. [71] Một nghiên cứu năm 2006 được công bố trên Science đã kết luận hơn 5.000 con khỉ đột có thể đã chết trong những đợt bùng phát gần đây của virus Ebola ở miền trung châu Phi. Các nhà nghiên cứu chỉ ra cùng với việc săn bắt những con vượn này, virus tạo ra "một công thức tuyệt chủng sinh thái nhanh chóng ". [72] Những nỗ lực bảo tồn bao gồm Dự án Sinh tồn Vượn lớn, sự hợp tác giữa Chương trình Môi trường Liên Hợp Quốc và UNESCO, và cũng là một điều ước quốc tế, Hiệp định về Bảo tồn Khỉ đột và Môi trường sống của chúng, được ký kết dưới sự quản lý của UNEPCông ước về các loài di cư. Các Hiệp định Gorilla là công cụ ràng buộc pháp lý đầu tiên độc quyền nhắm mục tiêu bảo tồn khỉ đột; nó có hiệu lực vào ngày 1 tháng 6 năm 2008.